# أبو الفضل الهمداني
أبو الفضل جعفر بن علي بن هبة الله أبي البركات بن جعفر بن يحيى بن أبي الحسن بن منير بن أبي الفتح الهمداني الإسكندراني المالكي شيخ وعالم من كبار المالكية في مصر.
مولده في عاشر صفر سنة 546 هـ. سمع من: يعقوب على أبي القاسم عبد الرحمن بن خلف الله بن عطية صاحب ابن الفحام، وابن بليمة، وسمع الحديث وهو رجل من أبي طاهر السلفي فأكثر، وكتب بخطه كثيرا، ومن أبي محمد العثماني، وعبد الواحد بن عسكر، وأبي الطاهر بن عوف، والقاضي محمد بن عبد الرحمن الحضرمي، وأحمد بن جعفر الغافقي، وأبي يحيى اليسع بن حزم وطائفة. أجاز له طوائف من الأندلس وأصبهان وهمدان، وأم بمسجد النخلة، وأقرأ به مدة، وحدث بالثغر ومصر والساحل ودمشق، وكان له أصول بكثير من رواياته يرجع إليها. حدث عنه ابن النجار، وابن نقطة، وابن المجد، والكمال بن الدخميسي، وابن الحلوانية، وأبو الحسين اليونيني، وإبراهيم بن عبد الرحمن المنبجي، والعز بن العماد، وأبو علي بن الخلال، وأبو المحاسن بن الخرقي، ونصر الله بن عياش، وأحمد بن مؤمن، ومحمد بن يوسف الذهبي، والقاضي الحنبلي، وهدية بنت عسكر، وزينب بنت شكر، وعبد الرحمن بن جماعة الربعي، وسعد الدين بن سعد، وأبو بكر بن عبد الدائم، وأخذ عنه القراءات علي الدهان، وعبد النصير المريوطي وطائفة.
قال المنذري : «أقرأ وانتفع به جماعة، وكان بعث إليه ليحضر فقدمها ومعه جملة من مسموعاته، وأقام بالقاهرة مدة، ثم توجه إلى دمشق، وروى الكثير». قال الذهبي : «أقام بدمشق تسعة أشهر أقدمه ابن الجوهري المحدث، وقام بواجب حقه». قال ابن نقطة: «سمعت منه، وكان ثقة صالحا من أهل القرآن». قال المنذري : «توفي ليلة السادس والعشرين من صفر سنة ست وثلاثين وستمائة بدمشق».

## وفاته
توفي الهمذاني سنة 636 هـ.